# Associazione Calcio Savoia 1908 2000-2001
Questa voce raccoglie le informazioni riguardanti il Savoia nelle competizioni ufficiali della stagione 2000-2001.

## Stagione
La stagione 2000-2001 è la 79ª stagione sportiva del Savoia. Inserito nel girone B del campionato di Serie C1, ha raccolto 54 punti con il sesto posto, tanti quanti l'Ascoli, che in virtù del vantaggio negli scontri diretti, disputa i Play-off. Il torneo ha promosso in Serie B il Palermo diretto ed il Messina che ha vinto i Play-off. Nella Coppa Italia nazionale il Savoia disputa il girone 6 di qualificazione, vinto dal Venezia. Mentre nella Coppa Italia di Serie C il Savoia nei sedicesimi di finale supera nel doppio confronto la Cavese, negli ottavi di finale viene eliminata dall'Avellino.

## Divise e sponsor
| Casa | Trasferta |

## Organigramma societario
Area direttiva
- Presidente:  Mario Moxedano
- Amministratore delegato: Salvatore Moxedano
- Direttore Generale: Andrea Valdo Maselli

Area organizzativa
- Segretario generale: Giuseppe Iodice

Area tecnica
- Allenatore:  Massimo Morgia

Area sanitaria
- Medico sociale: Andrea Massa
- Massaggiatori: Luigi Di Palma

## Rosa
| N. |                   | Ruolo | Calciatore           |
| -- | ----------------- | ----- | -------------------- |
|    | Italia (bandiera) | P     | Alessio Bandieri     |
|    | Italia (bandiera) | P     | Attilio Gregori      |
|    | Italia (bandiera) | D     | Giuseppe Antonaccio  |
|    | Italia (bandiera) | D     | Alessandro Cicchetti |
|    | Italia (bandiera) | D     | Giuseppe Di Bari     |
|    | Italia (bandiera) | D     | Claudio Finetti      |
|    | Italia (bandiera) | D     | Simone Fortini       |
|    | Italia (bandiera) | D     | Paolo Goisis         |
|    | Italia (bandiera) | D     | Fabio Paratici       |
|    | Italia (bandiera) | D     | Diego Pellegrini ()  |
|    | Italia (bandiera) | D     | Alessandro Sbrizzo   |
|    | Italia (bandiera) | C     | Mario Alfieri        |
|    | Italia (bandiera) | C     | Massimo Campo        |
|    | Italia (bandiera) | C     | Marco Caputi         |

| N. |                         | Ruolo | Calciatore              |
| -- | ----------------------- | ----- | ----------------------- |
|    | Italia (bandiera)       | C     | Alfredo Cariello        |
|    | Italia (bandiera)       | C     | Giammarco Frezza        |
|    | Italia (bandiera)       | C     | Roberto Marta           |
|    | Italia (bandiera)       | C     | Giulio Migliaccio       |
|    | Italia (bandiera)       | C     | Vincenzo Mirabile       |
|    | Italia (bandiera)       | C     | Marco Moro              |
|    | Italia (bandiera)       | C     | Luca Puccinelli         |
|    | Italia (bandiera)       | A     | Cristian Bertani        |
|    | Italia (bandiera)       | A     | Pietro Davide Dell'Orzo |
|    | Italia (bandiera)       | A     | Daniele Federici        |
|    | Italia (bandiera)       | A     | Salvatore Fresta        |
|    | Italia (bandiera)       | A     | Renato Greco            |
|    | RD del Congo (bandiera) | A     | Christian Kanyengele    |

## Calciomercato
| Acquisti | Acquisti         | Acquisti | Acquisti   |
| R.       | Nome             | da       | Modalità   |
| -------- | ---------------- | -------- | ---------- |
| P        | Alessio Bandieri | Napoli   | definitivo |

| Cessioni | Cessioni | Cessioni | Cessioni   |
| R.       | Nome     | a        | Modalità   |
| -------- | -------- | -------- | ---------- |
|          |          |          | definitivo |

## Risultati

### Serie C1

#### Girone di andata
| Arbitro: | Cuttica (Alessandria) |

|                         |           |                                     |
| Putelli 45’ (rig.), 67’ | Marcatori | 48’ Greco 69’ Antonaccio 88’ Frezza |

| Arbitro: | Tonolini (Milano) |

|                                        |           |               |
| Fresta 32’, 84’ Cariello 78’ Greco 90’ | Marcatori | 89’ Di Nicola |

| Arbitro: | Cavallaro (Legnago) |

|                       |           |                                  |
| Bonazzi 57’ Manca 69’ | Marcatori | 35’ Campo 75’ Caputi 90+1’ Greco |

| Arbitro: | Ioseffi (Siena) |

|            |           |  |
| Fresta 38’ | Marcatori |  |

| Arbitro: | Girardi (San Donà di Piave) |

|                                              |           |                                                          |
| Bonfiglio 1’, 34’, 85’ Aruta 10’, 62’ (rig.) | Marcatori | 19’ Alfieri 45+3’ Fresta 81’ (rig.) R. Greco 90+1’ Marta |

| Arbitro: | Romeo (Verona) |

|              |           |              |
| Cariello 50’ | Marcatori | 22’ La Canna |

| Arbitro: | De Marco (Chiavari) |

|               |           |                  |
| U. Marino 46’ | Marcatori | 90+4’ Kanyengele |

| Arbitro: | Ardito (Bari) |

|                               |           |                                              |
| G. Langella 61’ De Juliis 63’ | Marcatori | 1’ Kanyengele 83’ Frezza 88’ (rig.) R. Greco |

| Arbitro: | Ioseffi (Siena) |

|                                                                 |           |          |
| D. Pellegrini 24’ R. Greco 26’ Kanyengele 50’, 65’ Cariello 70’ | Marcatori | 10’ Elia |

| Arbitro: | Cruciani (Pesaro) |

|  |           |                |
|  | Marcatori | 85’ Kanyengele |

| Arbitro: | Cuttica (Alessandria) |

|  |           |              |
|  | Marcatori | Fini Mascara |

| Arbitro: | Ponzalli (Firenze) |

|                               |           |                |
| L. Amoruso 34’ F. Amoruso 90’ | Marcatori | 81’ Kanyengele |

| Arbitro: | Vicinanza (Albenga) |

|  |           |                                |
|  | Marcatori | 32’ Conversano 90+3’ Pittilino |

| Arbitro: | Brighi (Cesena) |

|             |           |              |
| Alfieri 48’ | Marcatori | 41’ Cecchini |

| Arbitro: | M. Mazzoleni (Bergamo) |

|                                 |           |  |
| Passiatore 30’ (rig.), 35’, 55’ | Marcatori |  |

| Arbitro: | Girardi (San Donà di Piave) |

|             |           |              |
| Finetti 36’ | Marcatori | 86’ S. Marra |

| Arbitro: | Giannoccaro (Lecce) |

|                               |           |  |
| Gennari 66’, 83’ D'Antoni 70’ | Marcatori |  |

#### Girone di ritorno
| Torre Annunziata 14 gennaio 2001, ore CEST 18ª giornata | Intersavoia         | 0 – 0 | Giulianova | Stadio Alfredo Giraud\| Arbitro: \| Carlucci (Molfetta) \| |
| Arbitro:                                                | Carlucci (Molfetta) |       |            |                                                            |

| Arbitro: | Belloli (Bergamo) |

|               |           |                        |
| Di Nicola 19’ | Marcatori | 43’ R. Greco 51’ Marta |

| Arbitro: | Lombardi (Lanciano) |

|            |           |  |
| Frezza 47’ | Marcatori |  |

| Arbitro: | Ferraro (Crotone) |

|  |           |            |
|  | Marcatori | 22’ Frezza |

| Arbitro: | Cruciani (Pesaro) |

|                             |           |             |
| Kanyengele 39’ R. Greco 44’ | Marcatori | 84’ Gennari |

| Arbitro: | Ciampi (Pisa) |

|  |           |                                                        |
|  | Marcatori | 11’ (rig.) Alfieri 15’, 56’ Kanyengele 37’, 87’ Frezza |

| Arbitro: | De Marco (Chiavari) |

|                |           |                     |
| Kanyengele 21’ | Marcatori | 51’ Ambrosi 78’ Apa |

| Arbitro: | Ponzalli (Firenze) |

|                                            |           |                |
| Antonaccio 37’ Frezza 70’ Kanyengele 90+4’ | Marcatori | 47’ Ciardiello |

| Arbitro: | Dattilo (Locri) |

|              |           |  |
| Cappioli 89’ | Marcatori |  |

| Arbitro: | Mariuzzo (Venezia) |

|  |           |                                  |
|  | Marcatori | 27’ Lemme 78’ (rig.) L. Bonfanti |

| Arbitro: | Palanca (Roma) |

|                           |           |  |
| Mascara 86’ (rig.), 90+3’ | Marcatori |  |

| Arbitro: | Cruciani (Pesaro) |

|              |           |            |
| R. Greco 34’ | Marcatori | 73’ Udassi |

| Arbitro: | Giachero (Pinerolo) |

|             |           |                                      |
| Colella 65’ | Marcatori | 17’ Federici 56’, 80’ (rig.) Alfieri |

| Arbitro: | Tonolini (Milano) |

|  |           |              |
|  | Marcatori | 88’ Federici |

| Arbitro: | Cuttica (Alessandria) |

|                     |           |                                   |
| Paratici 60’ (rig.) | Marcatori | 29’ Manni 67’ Fontana 74’ Cantoro |

| Arbitro: | Cruciani (Pesaro) |

|                         |           |  |
| Portanova 71’ Sullo 83’ | Marcatori |  |

| Arbitro: | Squillace (Catanzaro) |

|             |           |  |
| Federici 3’ | Marcatori |  |

### Coppa Italia

#### Primo turno
| Arbitro: | Palmieri (Cosenza) |

|            |           |  |
| Fresta 16’ | Marcatori |  |

| Arbitro: | Zaltron (Bassano del Grappa) |

|                           |           |           |
| Di Napoli 26’ Maniero 57’ | Marcatori | 6’ Frezza |

| Arbitro: | Paparesta (Bari) |

|                                       |           |                                               |
| Fresta 17’, 33’ (rig.) Puccinelli 36’ | Marcatori | 21’ (rig.), 45+1’ Tisci 20’Vukoja 86’ Rachini |

### Coppa Italia di Serie C

#### Sedicesimi di finale
| Cava dei Tirreni 4 ottobre 2000 Andata | Cavese              | 0 – 0 | Savoia | Stadio Simonetta Lamberti\| Arbitro: \| Carlucci (Molfetta) \| |
| Arbitro:                               | Carlucci (Molfetta) |       |        |                                                                |

| Arbitro: | Ardito (Bari) |

|                                 |           |                |
| Federici 88’, 90+5’ Marta 90+3’ | Marcatori | 55’ De Carolis |

#### Ottavi di finale
| Arbitro: | Squillace (Catanzaro) |

|           |           |  |
| Puleo 38’ | Marcatori |  |

| Arbitro: | Dattilo (Locri) |

|               |           |                 |
| Alfieri 90+2’ | Marcatori | 29’ (rig.) Fini |